# Réthoville
Réthoville ist eine Ortschaft und eine ehemalige französische Gemeinde mit 132 Einwohnern (Stand: 1. Januar 2018) im Département Manche in der Region Normandie. Sie gehörte zum Arrondissement Cherbourg und zum Kanton Val-de-Saire.
Mit Wirkung vom 1. Januar 2016 wurden die früheren Gemeinden Gouberville, Cosqueville, Néville-sur-Mer und Réthoville zur Commune nouvelle Vicq-sur-Mer zusammengelegt und haben dort den Status einer Commune déléguée. Der Verwaltungssitz befindet sich im Ort Cosqueville.

## Lage
Der Ort liegt auf der Halbinsel Cotentin. Im Norden verläuft ein Küstenabschnitt des Ärmelkanals. Nachbarorte von Réthoville sind Néville-sur-Mer im Osten, Tocqueville und Varouville im Süden und Cosqueville im Westen.

## Bevölkerungsentwicklung
| Jahr      | 1962 | 1968 | 1975 | 1982 | 1990 | 1999 | 2008 | 2013 | 2018 |
| --------- | ---- | ---- | ---- | ---- | ---- | ---- | ---- | ---- | ---- |
| Einwohner | 114  | 100  | 96   | 92   | 128  | 124  | 134  | 128  | 132  |

## Sehenswürdigkeiten
- Kirche Saint-Martin
- Wassermühle „Coudrairie“, 1999 restauriert
- Schloss Herclat, erbaut in den 1750er Jahren

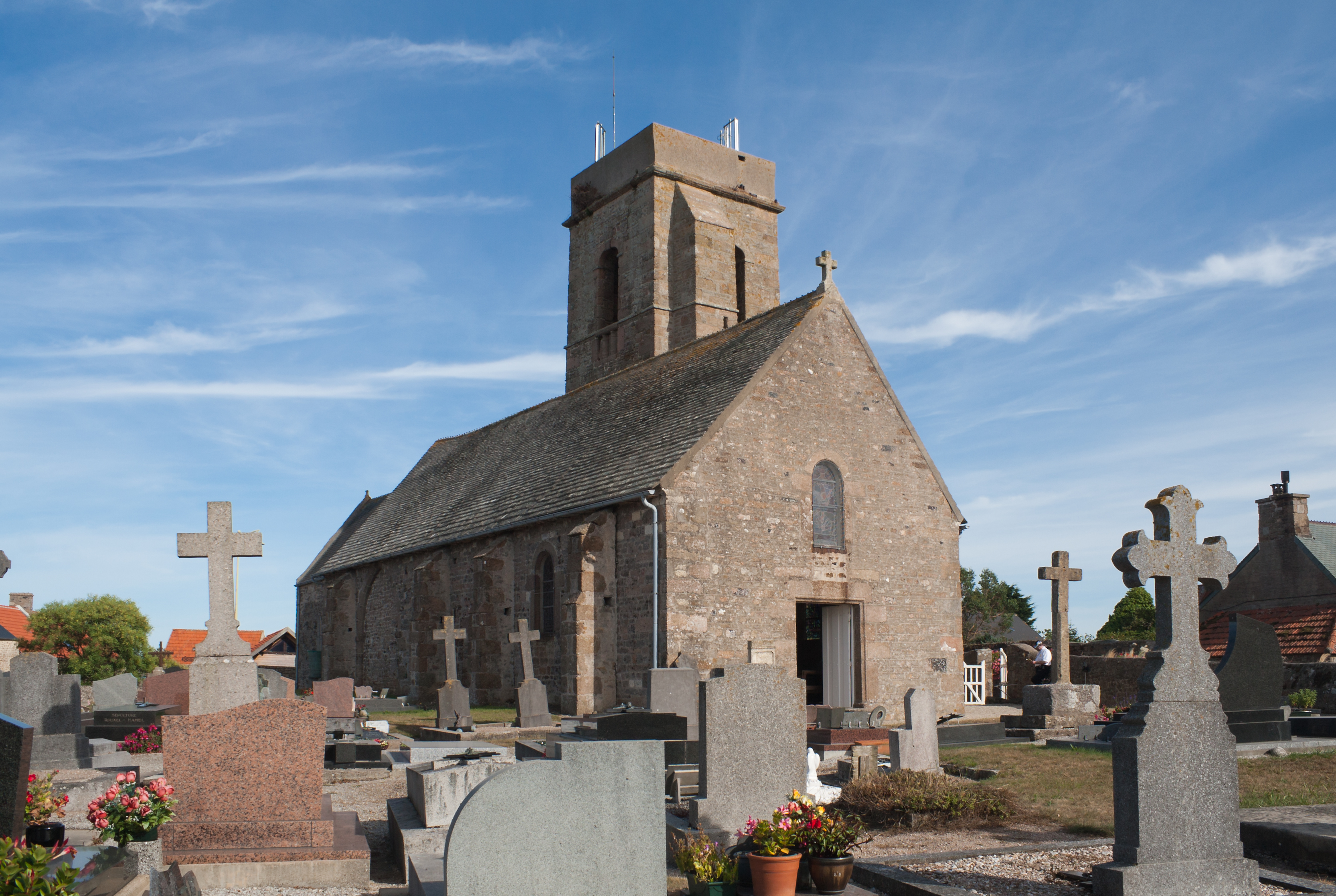
Kirche Saint-Martin
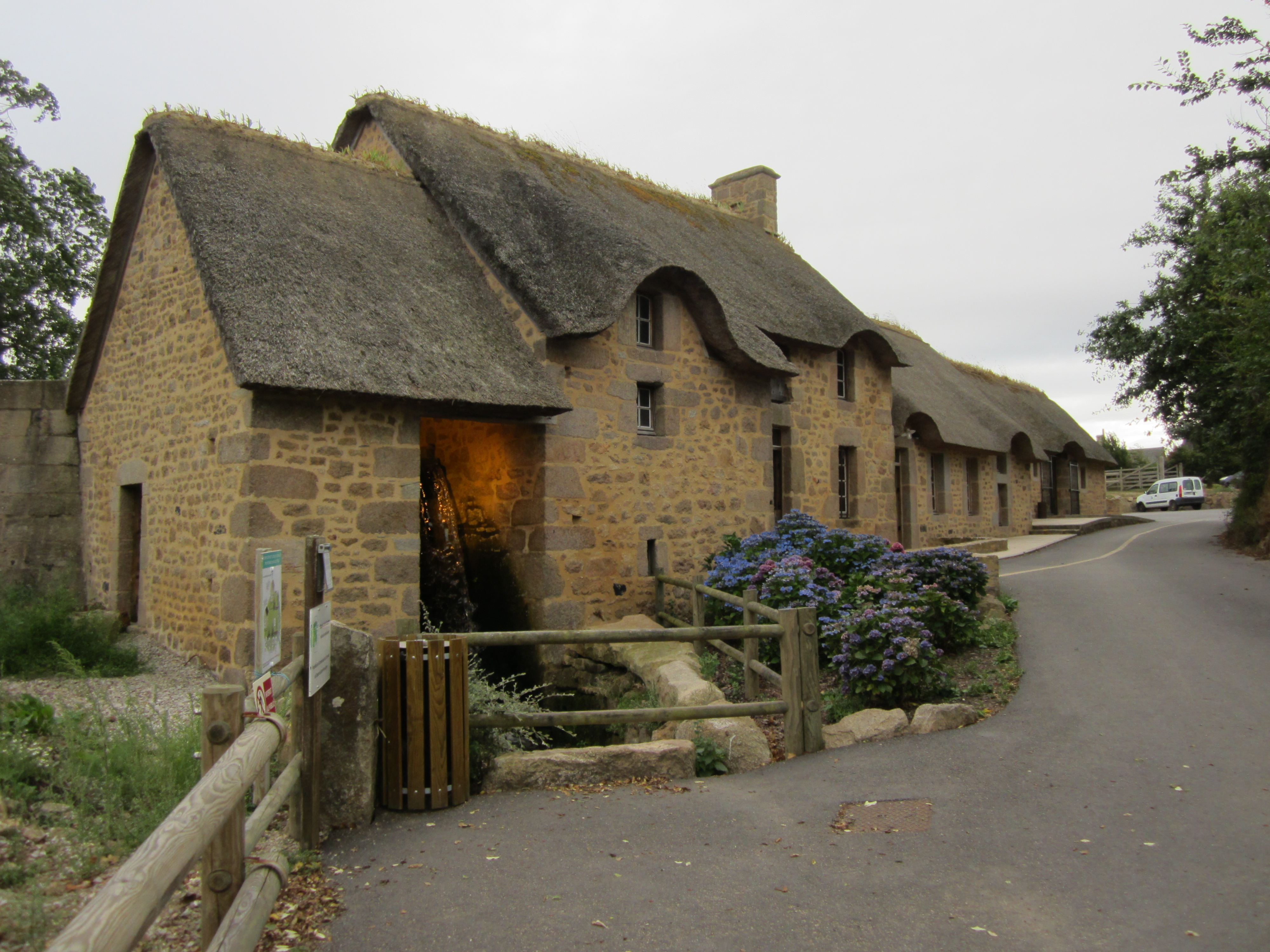
Wassermühle „Coudrairie“
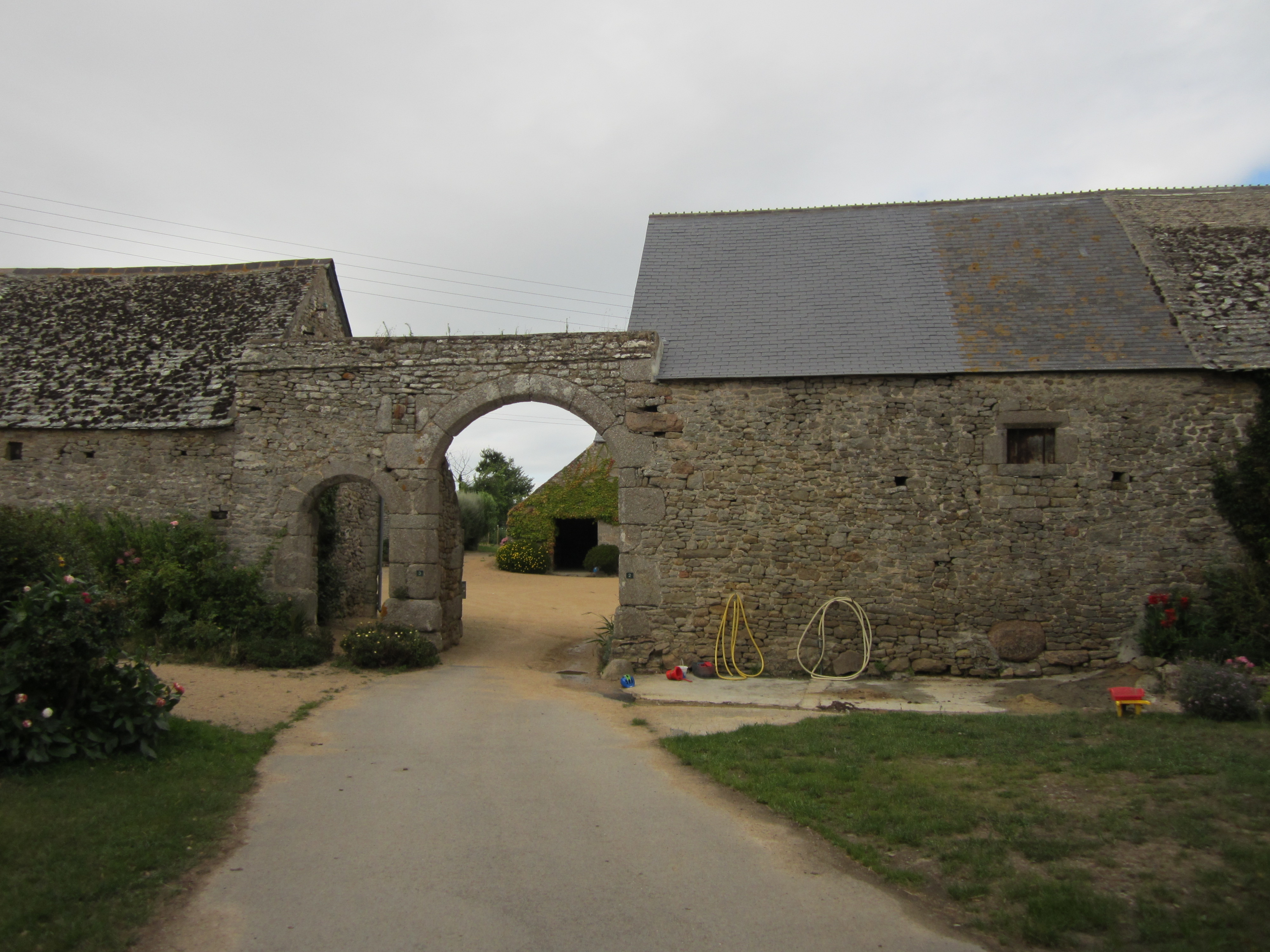
Schloss Herclat